# Гюнтер Горстманн
Гюнтер Горстманн (нім. Günther Horstmann; 25 березня 1894, Кіль, Німецька імперія — 9 лютого 1993, Базель, Швейцарія) — німецький військово-морський діяч, контрадмірал крігсмаріне (1 вересня 1942). Кавалер Німецького хреста в золоті.

## Біографія
1 квітня 1913 року вступив на флот кадетом. Пройшов підготовку у військово-морському училищі в Мюрвіку і на борту важкого крейсера «Герта». З листопада 1918 року — вахтовий офіцер на лінійному кораблі «Баварія». 21 червня 1919 року інтернований. 31 січня 1920 року звільнений і в березні зарахований в 2-гу морську бригаду, потім служив на міноносцях і торпедних катерах. З 1 вересня 1922 року — командир тендера Т-144, з 1 березня 1923 року — ад'ютант 1-го батальйону корабельної кадрованої дивізії «Остзе», з 1 жовтня 1923 року — командир роти 5-го батальйону берегової охорони. У вересні 1927 року переведений до випробувальної комісії загороджень радником. З 24 вересня 1927 року — вахтовий офіцер на лінійному кораблі «Гессен». З 27 вересня 1930 року — радник в штабі торпедної інспекції, з 28 вересня 1932 року — у військово-морській службі в Гамбурзі, з 1 жовтня 1933 року — в Командному управлінні Морського керівництва. 5 липня 1935 року призначений 1-м офіцером крейсера «Кенігсберг».
З 19 лютого 1937 року — начальник військово-морської служби в Штеттіні. 17 лютого 1939 року призначений командиром лінійного корабля «Сілезія», а після успішного завершення Французької кампанії 31 липня 1940 року очолив військово-морську службу в Антверпені. З 20 січня 1941 року — начальник німецької військово-морської транспортної служби в Італії. Керував організацією доставки боєприпасів, озброєння та поповнень для Африканського корпусу генерала Ервіна Роммеля (хоча основну роботу виконували італійські судна). 19 березня 1943 року призначений командиром 5-ї охоронної дивізії. З 5 грудня 1944 року — командир 4-го окружного командування (Гамбург). З 5 лютого 1945 року — інспектор військових поповнень в Штеттіні. 4 травня 1945 року взятий в полон радянськими військами в Пархімі. 29 червня 1950 року засуджений військовим трибуналом військ МВС Московської області до 25 років таборів. 9 жовтня 1955 року переданий владі ФРН і звільнений.

## Нагороди
- Залізний хрест 2-го і 1-го класу
- Військовий Хрест Фрідріха-Августа (Ольденбург) 2-го класу
- Почесний хрест ветерана війни з мечами
- Медаль «За вислугу років у Вермахті» 4-го, 3-го, 2-го і 1-го класу (25 років)
- Застібка до Залізного хреста 2-го і 1-го класу
- Хрест Воєнних заслуг 2-го і 1-го класу з мечами
- Німецький хрест в золоті (8 листопада 1944)